# Super-threading
Super-threading es una forma de multithreading simultáneo, similar y anterior al HyperThreading de Intel.
Los computadores con soporte para dicha tecnología pueden ejecutar instrucciones de un hilo de ejecución (thread) distinto cada ciclo de reloj, de tal forma que los ciclos vacíos de uno de ellos pueden usarse para otro hilo. Esto se debe a que un hilo dado seguramente no mantendrá ocupadas todas las unidades de ejecución a la vez.
Algunas implementaciones más avanzadas de esta idea permiten a múltiples hilos ejecutarse en un mismo ciclo de reloj, usando diferentes unidades de ejecución, como las incorporadas en los procesadores superescalares.